# Ubaldo Terzano
Ubaldo Terzano, noto anche con lo pseudonimo di David Hamilton (...), è un direttore della fotografia e cineoperatore italiano.

## Biografia
Figlio di Massimo Terzano, storico direttore della fotografia del cinema italiano, è conosciuto per le sue numerose collaborazioni con Mario Bava e per il suo stile dai colori saturi e intensi. 
Ha lavorato anche con Elio Petri, Dario Argento e Lucio Fulci.
Tra i film di cui ha diretto la fotografia ci sono I tre volti della paura  (1963), La frusta e il corpo (1963), e Sei donne per l'assassino (1964), mentre come operatore ha lavorato a film come Indagine su un cittadino al di sopra di ogni sospetto (1970), Una lucertola con la pelle di donna (1971) e Profondo rosso (1975).

## Filmografia

### Direttore della fotografia
- La maschera del demonio, regia di Mario Bava (1960)
- I tre volti della paura, regia di Mario Bava (1963)
- La frusta e il corpo, regia di Mario Bava (1963)
- Sei donne per l'assassino, regia di Mario Bava (1964)
- La strada per Fort Alamo, regia di Mario Bava - con lo pseudonimo di Bud Third (1964)

### Operatore
- Amici miei, regia di Mario Monicelli (1975)
- Profondo rosso, regia di Dario Argento (1975)
- Lo squartatore di New York, regia di Lucio Fulci (1982)
- Il conte Tacchia, regia di Sergio Corbucci (1982)
- La ciociara, regia di Dino Risi - miniserie TV (1989)